# Португалија
Португалија, или Португал (порт. Portugal), званично Португалска Република (порт. República Portuguesa), држава је на западу и југозападу Иберијског полуострва у југозападној Европи, и најзападнија је земља континенталне Европе. Португалија се граничи са Шпанијом на северу и истоку, а на западу и југу излази на Атлантски океан. Осим тога, у састав Португалије улазе два архипелага у Атлантику, Азори (Açores) и Мадеира (Madeira). Главни град је Лисабон, а службени језик је португалски.
За културу Португалије, карактеристична је фадо музика, а најпознатије певачице су Амалија Родригуес и Мариза, која је наступала у Београду и широм света. Португалска храна је базирана на риби, туњевини и пиринчу, рижоту. Ова земља је позната по својим винима, сиревима, као и наранџама. Португалска колонијална архитектура је присутна у разним деловима света, највише у Бразилу, у Индонезији и у Макау. Кула Белем, Тврђава Светог Ђорђа и Трг Педра IV су примери португалске архитектуре.

## Историја
Просторима Португалије током историје прошли су и задржали се многи народи и цивилизације: Ибери, Келти, Феничани и Картагињани, Грци, германска племена (Свеви и Визиготи) и Мавари својим културама оставили су трага у овој земљи. 
Име Португалија само по себи открива делове ране историје ове земље — оно потиче од римског имена Portus Cale, могуће мешавине грчког и латинског имена које значи „Лепа лука“, или чак мешавине келтског и латинског, или мешавине феничанског и латинског.
Португалија се, као независна држава, први пут појавила током средњег века (1179), а свој утицај увећала је и проширила током 15. и 16. века, у доба великих географских открића поставши велика економска, политичка и културна сила и створивши велику Португалску империју која се простирала од Бразила, преко Африке, Индије и Кине, до Источног Тимора у Индонезији. Португалија је била светска сила у доба открића, јер су португалски морепловци открили поморски пут до Америке, Африке, Индије и далеког Истока. Васко да Гама је 1497. године открио поморски пут за Индију, Педро Кабрал је 1500. године, на путу за Индију, открио Бразил, а Фернандо Магелан предводио је шпанску експедицију која је прва (1519—1522) опловила свет. Крајем XVI века (1580), Португалија је први пут у историји изгубила независност, нашавши се под влашћу Шпаније чиме је почело пропадање Португалије као велесиле. И после поновног успостављања независности (1640) Португалија је наставила да губи економску и политичку моћ, и то због низа догађаја као што су Земљотрес у Лисабону 1755, Наполеонова освајања, независност Бразила (1822) и грађански рат између апсолутиста и либерала. Године 1910. збачена је монархија. Добар део ХХ века, (1927—1974) Португалија је провела под десничарском диктатуром. Дана 25. априла 1974, лево оријентисани војни пуч звани „Револуција каранфила“ збацио је репресивни режим после чега је земља прошла кроз велике демократске реформе. Године 1975, Португалија је дала независност својим преосталим колонијама. Португалија је једна од оснивача НАТО-а а од 1986. члан је Европске економске заједнице, данашње Европске уније.

## Географија

### Положај
Португалија заузима западни део Пиринејског полуострва на југозападу Европе, између Атлантског океана и Шпаније. По свом положају Португалија је изразито атлантска земља. Са површином од 92.391 спада међу најмање земље у Европи. У држави живи око 10.300.000 становника, па густина насељености износи 114 ст/km². Крајња западна тачка, која је истовремено крајња западна тачка континенталног дела Европе, је рт Рока, док крајњу источну тачку чини место Миранда до Доуро. Са обала Португалије кретале су бројне истраживачке експедиције око Африке према Индији (Васко да Гама), око света (Фернандо Магелан), и према Јужној Америци. Као значајна поморска сила у прошлости је стекла велику прекоокеанску империју. У састав Португалије улазе атлантска острва Мадеира и Азори.

### Геологија и рељеф
Територија Португалије је природно спуштање шпанске Мезете, грађене од старих кристаластих стена, према Атлантику. Речни токови поделили су висораван, која се лагано спушта према обали и претворили је у групе брегова.
На истоку државе простиру се планине, док је западни део низијски. Северни део Португалије чини планинска покрајина, која се пружа од реке Мињо до реке Доуро. Источни део ове покрајине чине висоравни, висине 700 — 800 m, настале у долинама истоимених река: Доуро и Мињо. Са тих висоравни дижу се бројне планине, висине 1000 — 1400 m. Овај крај се зове Траш ош Монтеш.
Спуштајући се према мору, долази се до равница на 200 — 300 m надморске висине, а онда у приморски обални део. Средњи део Португалије се разликује од северног дела. Од Доура до Тежа, преко Квимбре, иде изразита тектонска линија која условљава благе облике рељефа изграђене од гранита. Тектоника наводи реку Тежо да тече ка западу, да би потом скренула ка југозападу.
И овај део територије пресеца неколико планинских ланаца, Сера, међу којима се истиче висока Сера де Естрела (1990 m). На овом планинском ланцу налази се и највиша тачка у континенталној Португалији. На њему се опажају трагови глацијације. Ипак највиши врх у земљи је угасли вулкан Пико (2371 m), на истоименом азорском острву. На њему се опажају трагови глацијације.
Од венца Сера де Естрела од венца Сера де Синтра простире се Естремадуру, која је изграђена од мезозојских стена, а покривена је оскудним културама и слабом шумом. Јужно од Сеере де Естрела пружају се уз руб Мезете прво Терцијарни, затим Плеистоценски и најмлађи седименти, који спуштајући се према мору сачињавају висораван Ремадуру.
Југоисточно од ове висоравни пружају се равнице Рибатежо и Алентежо. Та равница се лагано уздиже у висораван Горњи Алентежо. Југозападно од Алентежа пружају се огранци Сеере Морене, а јужно од њих пружа се висораван Алгарве, изграђена од мезозојских и терцијарних слојева, и делувијалних и алувијалних седимената.

### Клима
У Португалији разликујемо две врсте климе:
- океанску и
- медитеранску.

На северу Португалије, под утицајем Атлантика, заступљена је океанска клима. Карактеришу је благе зиме и лета влажнија и не тако жарка као на југу. Планине на северозападу граде кишну баријеру облацима са Атлантика, па примају и више од 1000 mm кише годишње.
У јужном делу земље преовладавају утицаји с Медитерана, па он има сушнију климу од северне Португалије. Овде су заступљена жарка и сушна лета и благе али влажне зиме са средњом јануарском температуром од 10 °C. Годишња количина падавина не прелази 400 — 500 mm.
У унутрашњости државе лета су врела и сува, па су суше уобичајене на истоку, захваљујући планинама које онемогућавају киши са Атлантика да продре у унутрашњост. Утицај климатских фактора са мора јачи је од утицаја климатских фактора са копна, што се види по изотермама. Јануарске изотерме од 12 °C до 8 °C нижу се паралелно од рта Сао Винсенте према унутрашњости. Оне иду паралелно дуж осталог дела државе. Слично иду и јулске изотерме од 20 °C до оне у унутрашњости од 25 °C. Ветрови су знатно јачи и чешћи са западног него с источног квадранта, а зависе од померања азорског антициклона.

### Флора и фауна
Захваљујући изразитијим падавинама севернији део земље је шумовитији. Шуме заузимају 28% од укупне територије. Знатни простори у планинама су под травном формацијом. У песковитом приморју засађен је на великим површинама приморски бор. У унутрашњости већи значај има посебна врста храста од чије се коре добија плута. Југ је мање шумовит, али је јужни део Алгарва познат по узгоју рогача, смокава и бадема. У нижим пределима широм земље узгајају се маслине.
У Португалији живи много дивљих сисара укључујући вукове, вепрове и рисове. Вук и рис су на ивици истребљења и упркос великим напорима власти, тај се тренд не поправља. Рис се сматра практично истребљеним, пошто се рачуна да у земљи постоји свега још неколико парова. Гмизаваца такође има у изобиљу, на југу посебно гуштера и камелеона. Птичији свет, у којем има и неких врста својствених само Пиринејском полуострву обогаћује се свакогодишњим миграцијама птица до Африке и назад.

### Административна подела
Португалија се административно дели на општине којих има 308 (зову се concelhos), које су подељене на свеукупно више од 4.000 парохија (freguesias).
Осим копненог дела Португалије на западу Иберијског полуострва, саставни део Португалије су и две острвске групе: Азори и Мадеира, које представљају аутономне регије.
У копненом делу Португалије постоји 5 регија:
- Алентежо
- Алгарве
- Центар
- Лисбоа е Вале до Тежо
- Норте

Највећи агломерације у Португалији су (са бројем становника, попис 2001):
- Лисабон - 2.547.665
- Порто - 1.509.958
- Брага - 754.830
- Авеиро - 460.157
- Коимбра - 430.845
- Фаро - 391.819
- Визеу - 354.162

### Хидрографија

#### Реке
Речна мрежа у Португалији је густа. Скоро сви речни токови долазе из суседне Шпаније, а то су: Мињо, гранична река на северу, а затим следе Лима, Доуро, на чијем ушћу лежи Порто, Мондего, Тежо, са Лисабоном на самом ушћу, Садо и Гвадијана, гранична река на југу. Реке се делимично користе за пловидбу. Имају висок водостај зими, а низак лети. Планинске реке на северу располажу високим хидропотенцијалом.
Тежо је најдужа река на Пиринејском полуострву. Извире у источној Шпанији и протиче на западу дужином од 1.007 km до ушћа у Атлантик, код Лисабона. У Португалији протиче дужином од 226 km. Само доњи ток реке Тежо је плован, док је средњи ток веома значајан за наводњавање. Бројне бране, изграђене на реци Тежо, користе се за експлоатацију великог хидропотенцијала реке, а три од њих су велики резервоари воде. На самом ушћу реке Тежо налази се велика лука у Лисабону.
Река Доуро протиче северним делом Португалије. Извире у покрајини Соира, (северни део средње Шпаније) протиче дужином од 895 km и улива се у Атлантски океан код града Порто. Највећим делом река протиче западно од границе Шпаније и Португалије, затим тече југозападно, чинећи границу дужине 97 km и на крају протиче кроз Португалију до свог ушћа. Долина реке Доуро специјализована је у узгајању винских сорти грожђа, а у њој успевају и маслине. Пловидба је могућа делимично на делу који протиче кроз Португалију, на дужини од 200 km, пошто је многобројни брзаци и повремене поплаве спречавају. Осим тога река Доуро са својим притокама због обиља воде важан је извор хидроенергије. На реци Доуро налази се хидроцентрала Миранда, јачине 172 MWh. Од великог економског значаја је и систем наводњавања који је изграђен на овој реци. Дуж обале су се нанизала бројна рибарска села.
Гвадијана извире као Горња Гвадијана у Шпанији. Река тече према југу, образујући групе мањих језера, затим скреће у правцу северозапада и понире отприлике на удаљености 5 km од реке Зезере. На појединим деловима река чини природну границу Португалије са Шпанијом. Гвадијана доноси велику количину воде и материјала који седиментира одмах на ушћу, али јака струја у Кадиском заливу захвата тај материјал и супротно смеру казаљке преноси га према западу. Због тога су се на ушћу развила два насеља Исла Кристина и Ајамонте, важне извозне луке за стоку из Алентежа. Гвадијана се улива у Атлантски океан, образујући широки естуар. Од укупне дужине (829 km), пловна је само 68 km од ушћа.

#### Море
Атлантска обала је ниска, песковита и слабо разуђена. Деловање мора на португалску обалу, посебно плима и осека, које уздижу и спуштају дуж обале висину мора од 3,5 до 4,30 m, утицало је на стварање естуара. Најдужи део равне обале од скоро 100 km налази се уз Тежо. На стварање осталих изразитих облика обале доста утичу таласи, који се дижу и до 10 m висине, а имају ударну снагу до 20 тона по m². Они су знатно већи и јачи него на Медитерану.

## Привреда
Португалска привреда је тешко трпела због револуције 1974. године као и због колонијалног рата у Африци и губитка прихода из колонија. Опоравак земље, који је сада у току, подстакнут је чланством у Европској унији. Пољопривреда чија је производња слаба, запошљава једва четвртину активног становништва. Мала газдинства поликултуре (кукуруз, кромпир, вино) насупрот су оним, јако распрострањеним на југу (житарице, узгој оваца и говеда). Земља извози вино, поврће и воће, дрво и плуту, али зато увози житарице и рибу. Индустријски сектор се развио. Текстилна индустрија предњачи са четвртином запослених у индустрији, а затим следе конфекцијска индустрија, металургија, монтажа аутомобила, електронска, кожна, дрвна и прехрамбена индустрија. Туризам и одлазак у емиграцију не доводи у равнотежу баланс исплата. Увоз увелико превазилази извоз, и земља је у дуговима. Стопа незапослености је још увек релативно ниска, али је инфлација висока. Улазећи почетком 1986. у Европску економску заједницу, Португалија је нашла своје трговинске партнере, који играју важну улогу у увозу.

### Пољопривреда
Претежно пољопривредна привреда Португалије има сразмерно ниску производњу. Мали сеоски поседи на северу ограничавају могућност увођења модерних метода. Велики поседи су на југу земље (латифундија) национализовани 1975. године, али још нису модернизовани. Главни производи су пшеница и кукуруз, али се свеједно велике количине још увек морају увозити. Од воћа се истиче род смокве и маслине. Вино је уз парадајз и плуту, најважнија извозна роба. Такође се извози дрвна грађа и пулпа.

### Индустрија
Португалија има мале залихе енергије. Увозе се плин и нафта, а главни део електричне енергије дају хидроелектране. Извозе се мале количине волфрама, бакарног пирита и каолина. Мануфактура добија на важности. Тешка индустрија углавном бродоградилишта у Лисабону, страдала је због пада потражње. Најважније гране лаке индустрије су уједно и извозне гране, прерада дувана, конзервисање рибе, те израда црепова, одевних предмета, текстила и папира.

## Саобраћај
Железничке пруге повезују највећи део земље и сада се унапређују. Електрифициране су све пруге којима се повезују већи градови. 
Главне ваздушне луке су Портела де Сакавеј крај Лисабона, и Порто и Фаро у Алгарву. Португалија има велику трговачку флоту. Радио и телевизија су национализовани 1975. године, а уобичајен је пријем сателитских телевизијских програма из других европских земаља. Постоје и две националне приватне телевизије. Цензура је укинута уставом 1976. године.

## Култура

### Музика
Португалијску музику представљају многи различити музички облици. Најпознатија португалска музика је фадо, врста меланхоличне музике. Обично се повезује са португалском и португалском речју саудад. Саудад се може описати као чест људски осећај - као заљубљеност у некога, ко је врло далеко. Тај стил је чиста мешавина туге, бола, носталгије, среће и љубави. Фадо вероватно потиче од мешавине ритмова афричких робова и традиционалне музике португалских морнара, са арапским утицајем. Постоје две варијације фада - фадо из Лисабона и из Коимбре. Лисабонски фадо био је првенствено популарна музика, обично су га изводиле жене, док је фадо из Коимбре имао више литерарно обележје и обично су га изводили мушкарци. Оба правца су данас прихваћена као национална музика цењена у иностранству, упркос мањој популарности у самој Португалији.

### Храна и пиће
Порто је појачано вино које је добило назив по истоименом граду-луци.
Производи се од чак 80 врста винове лозе, а најпознатије су: Touriga National, Turiga Francesca, Tinta Cao, Tempranillo и Tinta Amerela.
Поред порта, познато је и розе вино под називом матеуш, која се флашира се у специфичним боцама.

## Становништво

### Број и густина насељености
Португалски народ је хомогена група типично медитеранског изгледа. У држави живи око 10.400.000 становника, а густина насељености износи 114 ст/km². Највећи део становништва државе чине Португалци 84%, док на Бразилце, Шпанце и Енглезе и остале отпада укупно 16%. Последњих деценија велики је прилив имиграната из бивших колонија из Африке, Бразила, и однедавно из источне Европе, посебно из Украјине, Молдавије, Румуније, и Русије. Знатно је већа густина насељености у приобаљу Атлантика. Природни услови за развој пољопривреде су све повољнији, али битну важност имају и други фактори, пре свега чињеница да се ту налазе два велика града Порто и Лисабон, где је концентрисан највећи део португалске индустрије. Према статистичким подацима, у огромним агломерацијама Лисабона и Порта живи једна трећина становништва.

### Миграције
Дубока економска и политичка криза (распадање колонијалног система, а управо је Португалија била последња европска колонијалистичка земља) праћена је највећом стопом емиграције, тако да је седамдесетих година број становника пао са 8.889.400 на 8.663.200 становника, тј. за 2,54%. Посебно изненађујућа је чињеница што се то догодило у релативно мирном раздобљу европске историје, па је то јединствен пример у свету да је смањен број становника једне земље у периоду кад није било светског рата.
Неповољност природних услова и малена португалска територија с једне, те велик природни прираштај, а тиме и пораст радне снаге, што повећава незапосленост, с друге стране узрок су вишевековних спољних миграција. Одлазак на рад, у ствари, бег у иностранство, за многе је био спас од војне обавезе и неизвесне будућности. Миграције су се углавном кретале према осталим западноевропским земљама и преко мора у Бразил и САД.
Имиграције - Крајем седамдесетих и почетком осамдесетих година популацијске неприлике су се веома погоршале. Бивше колоније није напустио само управни апарат, него се с њим вратила у матицу земљу и већина осталих португалских колонизатора, па је у том периоду Португалија имала милион повратника, што значи да су око 11% становништва земље биле избеглице. Досељеници из бивших колонија живе углавном у Лисабону и Порту.

### Данашње становништво
До пре неколико година становништво Португалије убрајало се у биолошки најактивније становништво у Европи, што значи да су стопе наталитета, морталитета и природни прираштај биле релативно високе. Стопа наталитета износила је од 16 - 33 промила. у појединим дистриктима. Међутим, стопа наталитета, иако је дуго времена била висока, данас је ниска и износи 12 промила .
Што се тиче старосне структуре, старосна пирамида је дуго била правилна са широком базом која се постепено према горе сужавала. Данас, међутим, старосна структура, односно пирамида португалског становништва постаје све комплекснија, односно неправилнија. Нагло смањивање стопе наталитета одразило се у сужавању основе, тако да расте део старијих добних група, а посебно је изражено смањивање дела зрелог становништва, које је највише захваћено спољашњим миграцијама.
За разлику од већине осталих европских земаља, губици у оба светска рата, па ни колонијални рат у Анголи и Мозамбику, нису се одразили на старосној структури.
Из старосне структуре примећује се, такође, да је однос мушког и женског становништва релативно једнак, јер већина португалских емиграната одлази на рад заједно са супругама и децом.

### Верска структура
Према попису из 2021. године, 80,2% становништва били су римокатолици, 2,1% протестанти, 1,04% остали хришћани, 0,7% Јеховини сведоци, 0,7% православци, 0,4% муслимани, 0,2% хиндуисти, 0,2% будисти, 0,03% јевреји, 0,3% припадници осталих религија, док је 14% становништва било нерелигиозно.

## Спорт
Популарни спортови у Португалији су: фудбал, одбојка, тенис и атлетика.
Фудбалска репрезентација Португалије је након дуго чекања коначно успела да на Европском првенству 2016. у Француској дође до свог првог, великог трофеја. У великом финалу Португалци су савладали домаће триколоре победом од 1:0 у продужетку. Пре тога Португалци су до финала континенталног првенства дошли 2004. (када су били домаћини), али су изгубили од Грчке.
Најпознатији спортиста је фудбалер Кристијано Роналдо, вишеструки добитник златне лопте.